# Chiridopsis rubromaculata
Chiridopsis rubromaculata  (лат.) — вид жуков щитоносок (Cassidini) из семейства листоедов.
Индия (Maharashtra State, Dist. Ahmednagar, Rehekuri Sanctuary). Тело овальной формы, уплощённое, желтовато-песочного цвета с тёмными пятнами на дорсальной стороне тела. Голова сверху не видна, так как прикрыта переднеспинкой.
Растительноядная группа, питаются растениями из семейства Вьюнковые (Convolvulaceae): Rivea hypocrateriformis.